# Réserve naturelle régionale du site géologique de Vigny-Longuesse
La réserve naturelle régionale du site géologique de Vigny-Longuesse (RNR209) est une réserve naturelle régionale située en Île-de-France. Classée en 2009, elle occupe une surface de 22 hectares et protège une carrière qui contient le seul complexe récifal fossile connu dans le tertiaire du bassin de Paris. 

## Localisation

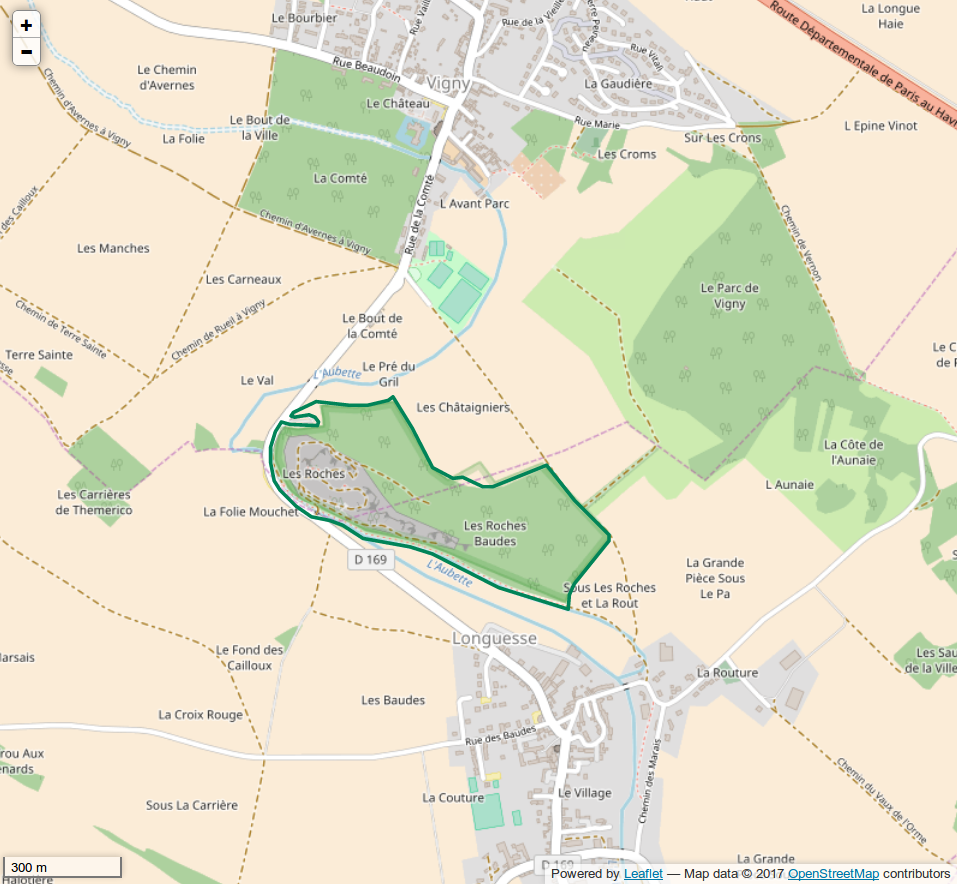
Périmètre de la réserve naturelle.

Le territoire de la réserve naturelle est dans le département du Val-d'Oise, sur les communes de Longuesse et Vigny, dans le parc naturel régional du Vexin.

## Histoire du site et de la réserve
La carrière « du Bois des Roches » se situe au cœur de l'anticlinal de Vigny crevé par une boutonnière faisant affleurer la craie campanienne et le calcaire danien. Elle est exploitée depuis 1920 pour en extraire la pierre de Vigny, un calcaire massif dont la qualité physique et ornementale sert à la construction et la réhabilitation des maisons traditionnelles et des châteaux du Vexin. L'exploitation cesse entre 1999 et 2001. Le Conseil départemental du Val-d'Oise acquiert le terrain en 2003 au titre des ENS et le fait classer en RNR en 2009.
Site paléontologique (il a livré plus de 350 espèces fossiles) et stratigraphique (co-stratotype historique du Danien) reconnu au niveau international, il « apparaît comme un géomorphosite « hérité » de grande valeur scientifique et pédagogique, en raison des nombreux héritages géomorphologiques visibles dans les fronts de taille et sur le plateau du Bois des Roches : paléoescarpements de faille, paléoplatier récifal en place et partiellement éboulé en chaos, paléoglissements sous-marins, paléosols à figures de cryoturbation… », ce qui explique que les partenaires institutionnels (département, commune, organisme scientifique) se sont impliqués depuis les années 2000 dans la protection et la valorisation de ce patrimoine géologique.

## Écologie (biodiversité, intérêt écopaysager…)

### Flore
330 espèces végétales ont été recensées (soit un quart de la flore francilienne) dont trois rares : la Campanule agglomérée, le Bugrane naine et la fétuque de Léman.

### Faune
La mosaïque de milieux favorise la présence d'une faune diversifiée : reptiles (Lézard des murailles, orvets), orthoptères (Œdipode bleue, grillon d'Italie), amphibiens (Alyte accoucheur, Triton palmé), etc.

## Intérêt touristique et pédagogique
La valorisation du site comprend la pose de trois belvédères aménagés avec plate-forme sécurisée, de panneaux pédagogiques et d'un bac à échantillons géologiques, à usage pédagogique.

## Administration, plan de gestion, règlement
La réserve naturelle est gérée par le Conseil général du Val-d'Oise.

### Outils et statut juridique
La réserve naturelle a été créée par une délibération du 22 octobre 2009.